# フアン・カスティージョ
フアン・ギジェルモ・カスティージョ・イリアルト（Juan Guillermo Castillo Iriart, 1978年4月17日 - ）は、ウルグアイ・モンテビデオ出身の元同国代表サッカー選手。現役時代のポジションはゴールキーパー。

## 経歴
2008年にボタフォゴFRと2年契約を締結。しかしその年のカンピオナート・ブラジレイロ・セリエAで膝を負傷し、残り試合数を半分以上残しながらチームから離れる事となった。2009年5月24日の対グレミオFBPA戦で復帰。その同じ週にオスカル・タバレス監督により、2010 FIFAワールドカップ・南米予選のメンバーとしてウルグアイ代表に招集された。2017年1月7日、CAフベントゥに加入することが発表された。

## 代表歴

### 出場大会
- ウルグアイ代表
  - 2010 FIFAワールドカップ

### 試合数
- 国際Aマッチ 13試合 0得点（2007年-2011年）[2]

| ウルグアイ代表 | 国際Aマッチ | 国際Aマッチ |
| 年             | 出場        | 得点        |
| -------------- | ----------- | ----------- |
| 2007           | 1           | 0           |
| 2008           | 7           | 0           |
| 2009           | 3           | 0           |
| 2010           | 1           | 0           |
| 2011           | 1           | 0           |
| 通算           | 13          | 0           |

## タイトル
ボタフォゴ
- コパ・ペレグリーノ（英語版） : 2008
- タッサ・リオ : 2008
- タッサ・グアナバーラ : 2009

デポルティーボ・カリ
- コパ・コロンビア（英語版） : 2010

### 代表
ウルグアイ
- コパ・アメリカ : 2011